# Винадио
Вина̀дио (на италиански: Vinadio; на пиемонтски: Vinaj, Винай, на окситански: Vinai, Винай) е село и община в Северна Италия, провинция Кунео, регион Пиемонт. Разположено е на 904 m надморска височина. Населението на общината е 701 души (към 2010 г.).